# إدواردو هيريرا بوينو
إدواردو هيريرا بوينو (بالإسبانية: Herrerita)‏ (5 يوليو 1914 في إسبانيا - 15 أغسطس 1991 في إسبانيا) هو لاعب كرة قدم إسباني في مركز الهجوم. شارك مع منتخب إسبانيا لكرة القدم. أما مع النوادي، فقد لعب مع ريال أوفييدو وريال سبورتينغ خيخون ونادي برشلونة.

## وصلات خارجية
- إدواردو هيريرا بوينو على موقع قاعدة بيانات كرة القدم.إي يو (الإنجليزية)
- إدواردو هيريرا بوينو على موقع ناشيونال فوتبول تيمز (الإنجليزية)
- إدواردو هيريرا بوينو على موقع عالم كرة القدم.نت (الإنجليزية)